# Kukulkan
Ne doit pas être confondu avec Ku Klux Klan.

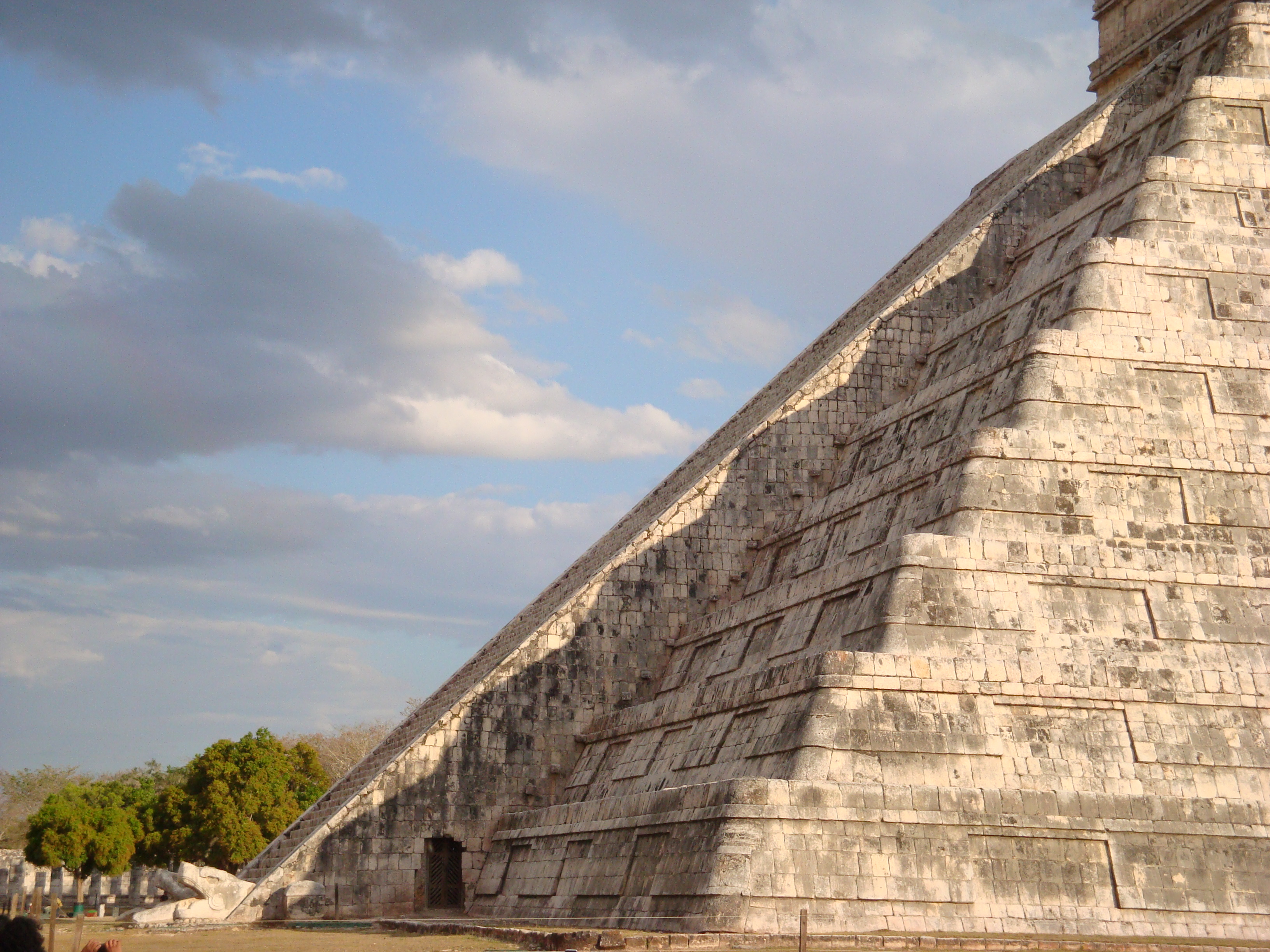
À Chichén Itzá, la sculpture de la bordure ouest de l'escalier nord de la pyramide de Kukulcán projette, lors des équinoxes, une ombre représentant l'arrivée du serpent à plumes, appelée communément « l'ascension et la descente de Kukulcán ».

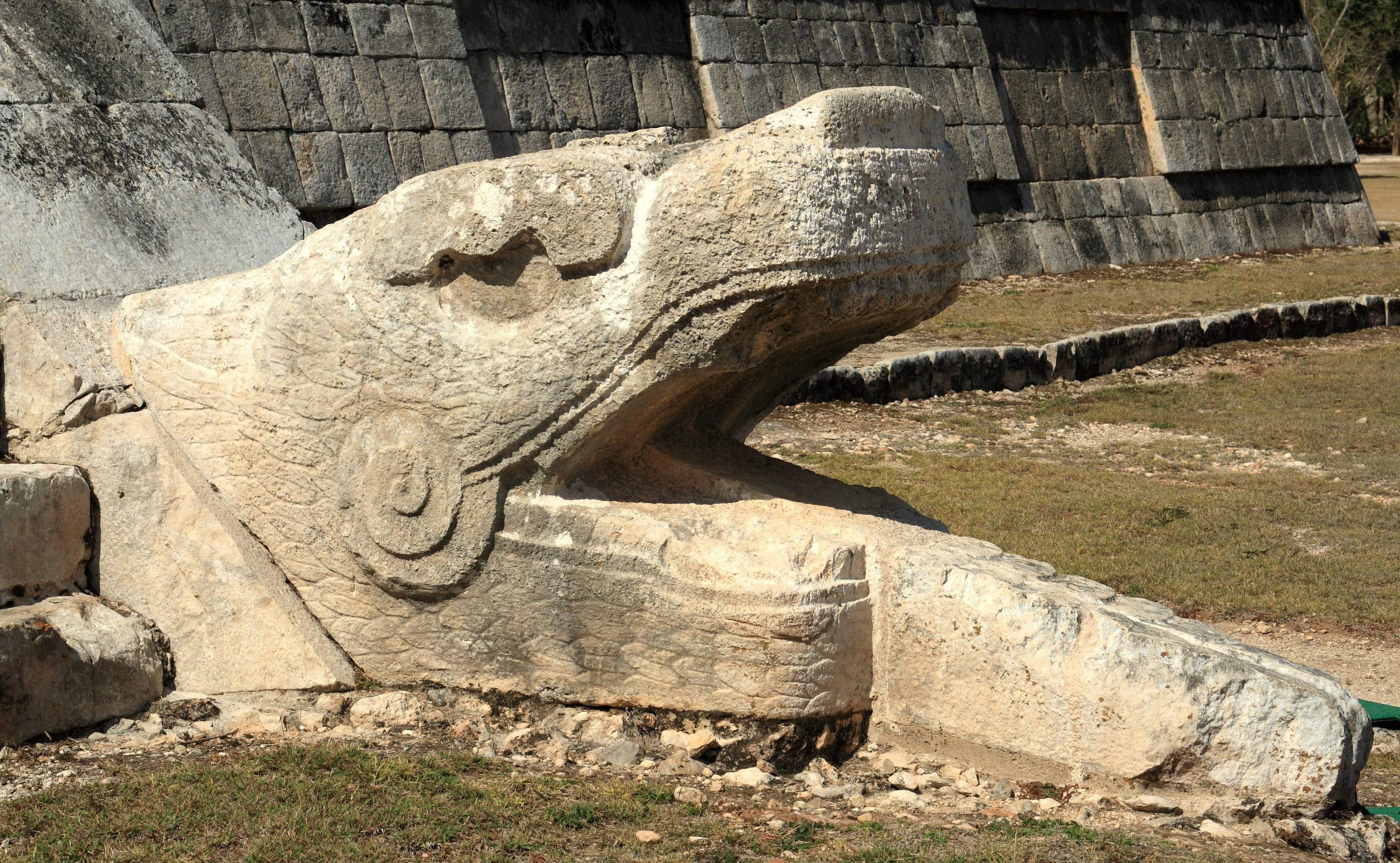
Sculpture de Kukulcán (extrémité de la bordure ouest de l'escalier nord de la pyramide de Kukulcán, à Chichén Itzá).

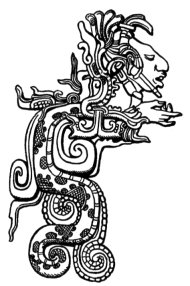
Une représentation du Serpent-vision classique à Yaxchilan. Kukulcan en serait la version postclassique.

Kukulkan est le nom de la divinité pan-mésoaméricaine du serpent à plumes dans la religion maya.

## Fonction
Dieu de la résurrection et de la réincarnation, il joue un rôle identique à celui de Quetzalcóatl chez les Aztèques.
Kukulkan vient, selon la légende, de l'océan et y retournera peut-être un jour. Selon une légende maya, il reviendra sur terre lors de la fin du monde. Kukulkan est son nom au Yucatan, mais au Guatemala, on l'appelle plutôt Gucumatz.

## Représentations
Kukulkan était aussi le dieu des quatre éléments, chaque élément étant représenté par une plante ou un animal : l'air était associé au vautour, le feu au lézard, la terre au maïs et l'eau au poisson.
Dans l'écriture logo-syllabique maya, Kukulkan peut être représenté par une flûte en os, un jaguar, un aigle, une piscine de sang ou un escargot.
Les escaliers de la pyramide principale de Chichen Itza (le Castillo) ont été construits de manière que le déplacement du soleil, à chaque équinoxe, projette une ombre dans le prolongement de la tête de serpent sculptée au bas de l'escalier, qui donne l'impression que le serpent monte ou descend les escaliers de la pyramide.